# Pholiurus pannonicus
Pholiurus pannonicus är en gräsart som först beskrevs av Nicolaus Thomas Host, och fick sitt nu gällande namn av Carl Bernhard von Trinius. Pholiurus pannonicus ingår i släktet Pholiurus och familjen gräs. Inga underarter finns listade i Catalogue of Life.